# Alan Bennett
Pour les articles homonymes, voir Alan Bennett (football) et Bennett.
Alan Bennett est un romancier, dramaturge, acteur, scénariste et réalisateur britannique né le 9 mai 1934 à Leeds (Royaume-Uni).

## Biographie
Bennett est né à Leeds, dans le quartier de Armley, le fils de Walter Bennett, boucher, et de Lilian Mary Peel. Diplômé d'Oxford, le jeune homme se voue dans un premier temps à une carrière d'historien du Moyen Âge.
Auteur pour la télévision britannique, Alan Bennett a d'abord commencé sa carrière en tant que comédien.
En 1968, il publie sa première pièce intitulée Forty Years on. Le succès est immédiat. L'auteur publie par la suite Habeas Corpus, The Old Country et Single Spies, pièce créée au National Theater de Londres. Au cinéma, le scénariste s'inspire de la vie du dramaturge anglais Joe Orton pour écrire le script de Prick Up Your Ears, long métrage réalisé par Stephen Frears.
En 1993, la BBC diffuse les six monologues de Talking Heads. La série télévisée connaît alors un succès triomphal en Grande-Bretagne. Par la suite, Talking Heads fait l'objet de nombreuses adaptations théâtrales, notamment en 1993 au théâtre Paris-Villette et en 2009 au théâtre du Rond-Point.
Dans son roman, La Reine des lectrices, il imagine qu'Élisabeth II se met à aimer la littérature au point d'en oublier ses obligations politiques. Auteur d'œuvres autant humoristiques que controversées, Alan Bennett est un réel chroniqueur des mœurs de l'Angleterre d'aujourd'hui.
Son récit La Dame à la camionnette (The Lady In The Van, 1999) a été adapté au cinéma par Nicholas Hytner en 2016 sous le titre The Lady in the Van. Alan Bennett est incarné à l'écran par l'acteur Alex Jennings.
Sa pièce de théâtre The History Boys créée en 2004 a remporté l'Olivier Award de la meilleure nouvelle pièce en 2005 et le Tony Award en 2006.

## Œuvre

### Pièces de théâtre
Inédites en France
- Forty Years On, 1968
- A Day Out, 1972 (pièce pour la télévision)
- A Little Outing, 1977
- The Old Country, 1978
- Enjoy, 1980
- Office Suite, 1981
- Intensive Care, 1982
- An Englishman Abroad 1983
- A Question of Attribution 1991
- The Madness of George III, 1991
- The History Boys, 2004
- The Habit of Art, 2009
- People, 2012

Traduites en France
- Moulins à paroles : monologues (Takings Heads, 1988) préface de et trad. Jean-Marie Besset. Arles : Actes Sud, 06/1999, 95 p.  (ISBN 2-7427-2341-2) (pièce pour la télévision)
- Espions et Célibataires : un diptyque (Single Spies, 1990) / trad. Elisabeth Whitelaw. Paris : Christian Bourgois, coll. « Le Répertoire de saint Jérôme », éd., 1994, 137 p. (ISBN 2-267-01100-X)
- Moulins à paroles (2) (Talking Heads, 2, 2008) / trad. Jean-Marie Besset. Arles : Actes Sud, 03/2009, 49 p.  (ISBN 978-2-7427-8216-1)
- Moulins à paroles (3) / trad. Adélaïde Pralon. Arles : Actes Sud, coll. "Actes Sud-Papiers", 03/2022, 71 p.  (ISBN 978-2-330-16290-0)

### Romans
- La Mise à nu des époux Ransome (The Clothes They Stood Up In, 2001) / trad. Pierre Ménard
  - Paris : Denoël, 1999, 120 p. (Format utile).  (ISBN 2-207-24861-5)
  - Villegly : Encre bleue éd., 2000, 219 p. (Collection Basse vision).  (ISBN 2-843-79134-0)
  - Paris : 10-18, 2003, 172 p. (10-18. Domaine étranger ; 3518).  (ISBN 2-264-03611-7) (couplé avec Jeux de paumes)
  - Paris : Denoël, 2010, 170 p. (Et d'ailleurs).  (ISBN 978-2-207-10867-3)
  - Paris : Gallimard, 2011, 117 p. (Folio ; 5301).  (ISBN 978-2-070-44237-9)
- Jeux de paumes (The Laying on of Hands, 2000) / trad. Pierre Ménard
  - Paris : Denoël, 2001, 136 p. (Et d'ailleurs).  (ISBN 2-207-25265-5)
  - Paris : 10-18, 2003, 172 p. (10-18. Domaine étranger ; 3518).  (ISBN 2-264-03611-7) (couplé avec La Mise à nu...)
- Soins intensifs (Father ! Father ! Burning bright, 1999) / trad. Pierre Ménard
  - Paris : Denoël, 2006, 124 p. (Et d'ailleurs).  (ISBN 2-207-25294-9)
- La Reine des lectrices (The Uncommon Reader, 2007) / trad. Pierre Ménard
  - Paris : Denoël, 2009, 173 p. (Et d'ailleurs).  (ISBN 978-2-207-26012-8)
  - Cergy-Pontoise : À vue d'œil, 2009, 222 p. (Collection 18-19).  (ISBN 978-2-84666-496-7). Livre en grand caractère.
  - Paris : Gallimard, 2010, 121 p. (Folio ; 5072).  (ISBN 978-2-070-41960-9)
  - Paris : Gallimard, 2014, 121 p. (Folio ; 5072).  (ISBN 978-2-07-046175-2). Nouvelle éd. sous coffret.
  - Paris : Gallimard, 04/2025, 121 p. (Folio ; 5072).  (ISBN 326-0-10-003870-0[à vérifier : ISBN invalide]). Éd. hors commerce.

### Récit
- La Dame à la camionnette (The Lady In The Van, 1999) / trad. Pierre Ménard.
  - Paris : Buchet/Chastel, 2014, 126 p.  (ISBN 978-2-283-02733-2)
  - Montpellier : Gabelire, 2015, 88 p.  (ISBN 978-2-37083-034-0)
  - Paris : Gallimard, coll. "Folio" no 5938, 2015, 108 p.  (ISBN 978-2-07-046148-6)

### Recueil de nouvelles
- So shocking ! (Smut : two unseemly stories, 2011) / trad. Pierre Ménard.
  - Paris : Denoël, 2012, 180 p. (Et d'ailleurs).  (ISBN 978-2-207-11254-0)
  - Paris : Gallimard, 2013, 193 p. (Folio ; 5559).  (ISBN 978-2-07-045088-6)

## Filmographie

### En qualité d'auteur adapté
- 1995 : La Folie du roi George (The Madness of King George) de Nicholas Hytner.
- 2006 : History Boys (The History Boys) de Nicholas Hytner.
- 2016 : The Lady in the Van de Nicholas Hytner.

### En qualité de scénariste
- 1964 : Beyond the Fringe (TV)
- 1972 : A Day Out (TV)
- 1977 : A Little Outing (TV)
- 1978 : A Visit from Miss Protheroe (TV)
- 1978 : Me! I'm Afraid of Virginia Woolf (TV)
- 1978 : Doris and Doreen (TV)
- 1979 : The Old Crowd (TV)
- 1979 : Afternoon Off (TV)
- 1979 : One Fine Day (TV)
- 1979 : All Day on the Sands (TV)
- 1983 : An Englishman Abroad (TV)
- 1984 : Porc royal (A Private Function)
- 1986 : The Insurance Man (TV)
- 1987 : Talking Heads (feuilleton TV)
- 1987 : Prick Up Your Ears, de Stephen Frears
- 1988 : Dinner at Noon (TV)
- 1990 : 102 Boulevard Haussmann (TV)
- 1991 : Julie Walters and Friends (TV)
- 1998 : Talking Heads 2 (feuilleton TV)

### En qualité d'acteur
- 1964 : Beyond the Fringe (TV) : Various Characters
- 1965 : The Drinking Party (TV)
- 1965 : My Father Knew Lloyd George (TV) : Various roles
- 1966 : On the Margin (série télévisée)
- 1966 : Alice au pays des merveilles (TV) : Mouse
- 1970 : Every Home Should Have One : Defence Solicitor
- 1972 : A Day Out (TV)
- 1976 : Pleasure at Her Majesty's (TV) : Various
- 1978 : Me! I'm Afraid of Virginia Woolf (TV) : Narrator (voix)
- 1979 : Afternoon Off (TV) : Stanley
- 1980 : Long Shot : Neville's doctor
- 1982 : The Merry Wives of Windsor (TV) : Justice Shallow
- 1985 : Dreamchild : Mock Turtle (voix)
- 1986 : Breaking Up (TV) : Mr. Posner
- 1987 : Talking Heads (Hawthornden Prize) (feuilleton TV) : Graham (episode "A Chip in the Sugar")
- 1987 : Fortunes of War (feuilleton TV) : Lord Pinkrose
- 1988 : La Petite Dorrit (Little Dorrit) : The Bishop
- 1991 : Selling Hitler (feuilleton TV) : Sir Hugh (Hugo) Trevor-Roper
- 1991 : Ashenden (feuilleton TV) : Grantly Caypor
- 1991 : Julie Walters and Friends (TV)
- 1994 : La Folie du roi George (The Madness of King George) : 2nd MP
- 1995 : Le Vent dans les saules (The Wind in the Willows) (TV) : Mole (voix)
- 1996 : The Willows in Winter (TV) : Mole (voix)
- 1996 : Le Temps d'aimer (In Love and War) : Porter
- 1997 : A Dance to the Music of Time (feuilleton TV) : Sillery
- 2003 : The Young Visiters (TV) : Narrator (voix)